# 捷別爾達河
43°46′38″N 41°55′00″E / 43.77722°N 41.91667°E

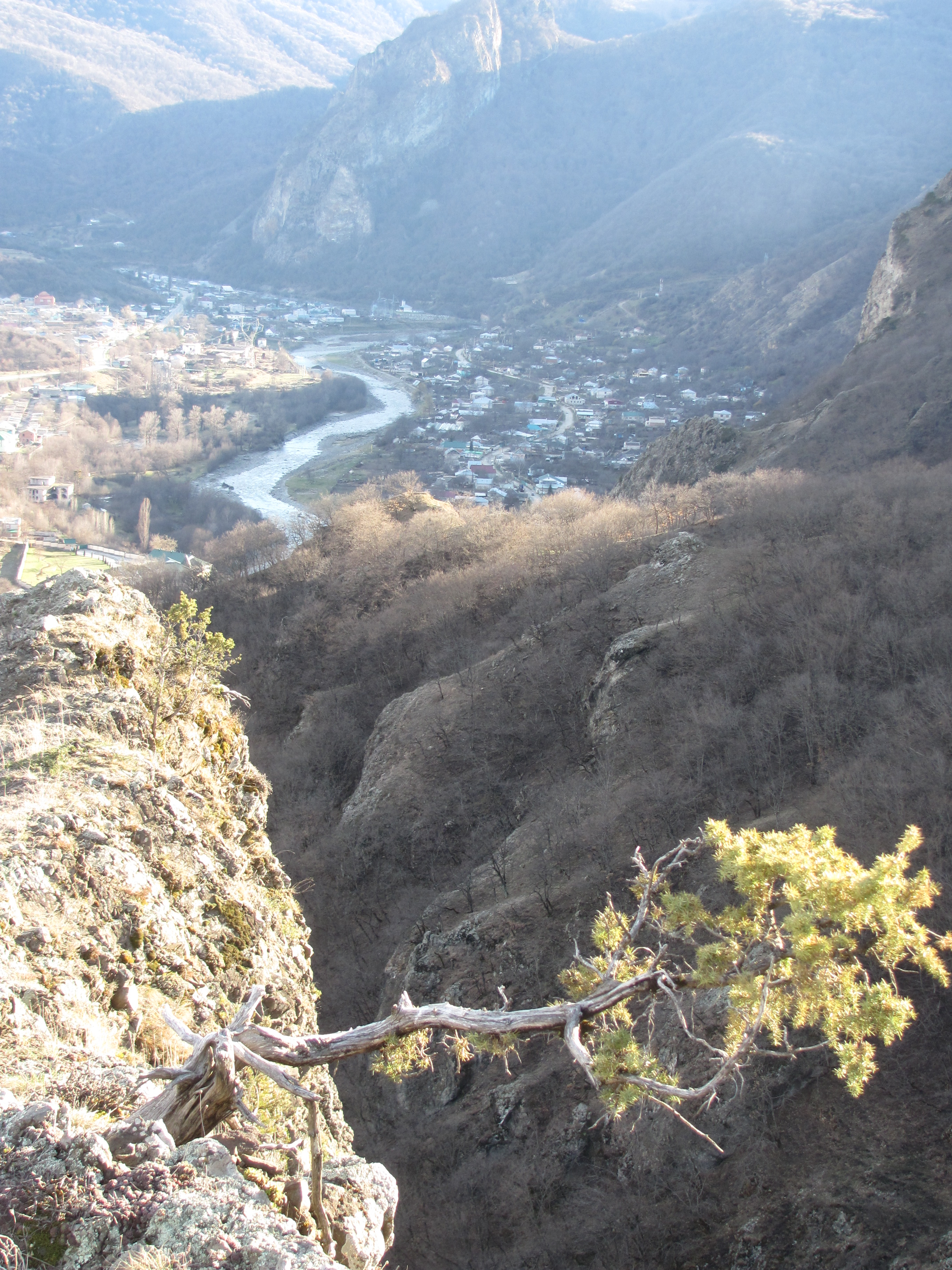

捷別爾達河（羅馬化：teberda），是俄羅斯的河流，位於該國西南部卡拉恰伊-切爾克斯共和國，屬於庫班河的左支流，流經北高加索地區，河道全長60公里，流域面積1,080平方公里。